# Jagdgeschwader 28
A Jagdgeschwader 28 foi uma asa de caças da Luftwaffe durante a Alemanha Nazi. Foi formada no dia 14 de outubro de 1940 em Bucareste, a partir do III./JG 52. No dia 4 de janeiro de 1941 foi extinta, tornando-se novamente no III./JG 52. Operou aviões de caça Messerschmitt Bf 109.

## Comandantes
- Major Gotthard Handrick, 14 de outubro de 1940 - 4 de janeiro de 1941[2]